# Wysoka Picz
Wysoka Picz (ukr. Висока Піч) – wieś na Ukrainie, w obwodzie żytomierskim, w rejonie żytomierskim.